# Provincia Isernia
Isernia este o provincie în regiunea Molise în Italia.